# 贾家坪镇
贾家坪镇，是中华人民共和国陕西省延安市延川县下辖的一个乡镇级行政单位。

## 行政区划
贾家坪镇下辖以下地区：
贾家坪村、高家千村、刘家沟村、刘家河村、磨义沟村、曲溪交村、樊家川村、樊家河村、下田家川村、刘马家圪塔村、石窑村、张家河村、上田家川村、马家河村、高家圪塔村、马家湾村、折家洼村、呼家老沟村、高家沟村、宜福沟村、白家河村、王家沟村、双庙村、闫家沟村和邀家河村。